# آخر شب
آخر شب (انگلیسی: Late Night) یک فیلم در ژانر کمدی است که در سال ۲۰۱۹ منتشر شد. این فیلم برای نخستین بار در Sundance Film Festival در روز ۲۵ ژانویه ۲۰۱۹ نمایش داده شد و قرار است در روز ۷ ژوئن ۲۰۱۹ اکران شود.

## بازیگران
- اما تامپسون
- میندی کالینگ
- جان لیسگو
- هیو دنسی
- رید اسکات
- دنی اوهر
- مکس کاسلا
- مگالین اچیکاوکی
- ایمی رایان